# Hamdi Ulukaya
Hamdi Ulukaya (İliç, 26 ottobre 1972) è un imprenditore e filantropo turco di origine curda, fondatore e amministratore delegato dell'azienda alimentare Chobani.
Secondo Forbes, il suo patrimonio netto a luglio 2025 era pari a 2,3 miliardi di dollari.

## Biografia
Nasce nel 1972 nel distretto di İliç dell'Anatolia Orientale in una famiglia curda di piccoli allevatori caseari semi-nomadi.
Dopo aver studiato scienze politiche all'Università di Ankara, nel 1994 si trasferisce negli Stati Uniti per studiare inglese all'Adelphi University di Long Island, nello Stato di New York. Nel 1997 si iscrive all'Università statale di New York ad Albany, dove frequenta alcuni corsi di economia.
Dopo un breve periodo in cui lavora per un'azienda casearia nella parte settentrionale di New York, si mette in proprio e inizia a importare formaggio feta prodotto dalla famiglia in Turchia, aprendo nel 2002 l'azienda Euphrates a Johnstown.
Nel 2005, grazie un prestito dall'Agenzia per le piccole imprese, acquista un caseificio dismesso dalla Kraft Foods a Edmeston e dà vita ad Agro Farma, più tardi rinominata Chobani (dal termine turco "çoban", ossia "pastore"). Nel corso degli anni i profitti dell'azienda si moltiplicano, contribuendo alla popolarizzazione dello yogurt greco negli Stati Uniti e spingendo nel dicembre 2012 Ulukaya ad aprire un nuovo stabilimento a Twin Falls, nell'Idaho, considerato il più grande stabilimento per la produzione di yogurt al mondo con una superficie di circa 93 000 m².
Nel 2023 rileva mediante Chobani l'azienda di caffè La Colombe Coffee Roasters di Filadelfia per 900 milioni di dollari, e nel maggio 2024 la Anchor Brewing Company di San Francisco per una cifra non precisata.

## Vita privata
Nel 1997 si è sposato con Ayşe Giray, una pediatra statunitense di origine turca, con la quale ha divorziato nel 1999. Dal 2018 è congiuato con Louise Vongerichten, un'imprenditrice statunitense di origini francesi.
È tifoso del Fenerbahçe.

## Attivismo
Ulukaya ha più volte dichiarato il suo sostegno nei confronti della causa curda, accusando lo Stato turco di opprimere i loro diritti. Si è inoltre impegnato a donare la maggior parte del suo patrimonio, al momento dell'impegno almeno 700 milioni di dollari, per aiutare i rifugiati curdi e di tutto il mondo.
Fin dalla fondazione di Chobani, Ulukaya devolve il 10% degli utili netti della sua azienda in beneficenza, e nel corso degli anni ha effettuato donazioni nei confronti dell'Alto Commissariato delle Nazioni Unite per i rifugiati e varie organizzazioni benefiche.